# Мар'євка (Цильнинський район)
Мар'євка (рос. Марьевка) — присілок в Цильнинському районі Ульяновської області Російської Федерації.
Населення становить 115 осіб. Входить до складу муніципального утворення Цильнинське міське поселення.

## Історія
Від 2004 року входить до складу муніципального утворення Цильнинське міське поселення.

## Населення
| 2010 |
| ---- |
| 115  |